# Amritodus flavocapitatus
Amritodus flavocapitatus är en insektsart som beskrevs av Cai och He. Amritodus flavocapitatus ingår i släktet Amritodus och familjen dvärgstritar. Inga underarter finns listade i Catalogue of Life.